# Cockney Rejects
Les Cockney Rejects sont un groupe de Oi! britannique, originaire du quartier londonien de East End qui s'est formé en 1979. Selon leur site web et d'autres sources, la chanson Oi! Oi! Oi! de leur album Greatest Hits Volume 2 serait à l'origine du nom du style musical.

## Biographie
Ce fut le chanteur, Jimmy Pursey, du groupe Sham 69 qui aida le groupe à dénicher leur premier contrat d'enregistrement. Les premiers LPs du groupe parurent sous le titre humoristique de Greatest Hits volume 1, 2 et 3. Leur plus grosse chanson à succès au Royaume-Uni fut The Greatest Cockney Rip-Off, une parodie de la chanson Hersham Boys de Sham 69. Les autres chansons des Cockney Rejets furent moins commerciales, en partie parce qu'elles tendaient à avoir pour sujet les combats de rue et le hooliganisme. Cette violence était parfois reflétée dans leurs concerts et les membres du groupe y prenaient parfois part. Jeff et Mick Geggus, qui sont deux frères, ont tous les deux été des boxeurs amateurs reconnus qui se sont rendus à l'échelle nationale.
Les Cockney Rejects étaient aussi supporters de l'équipe de West Ham United. Leur succès I'm Forever Blowing Bubbles vient d'un chant de supporters de West Ham, qui a été chanté depuis 1920.
Dans les paroles de leurs chansons, les Cockney Rejects exprimaient régulièrement leur mépris pour tous les politiciens. Aussi ils rejetèrent les accusations des médias de supporter et/ou faire partie du British Movement. Dans leur première interview audio, ils se moquèrent du British Movement en le comparant au German Movement et affirmèrent que plusieurs de leurs idoles étaient des boxers noirs.  Dans la biographie de leur groupe, Cockney Reject (2005, Jeff Turner & Garry Bushell), il y est aussi décrit une bagarre massive contre les membres du British Movement à l'un de leurs premiers concerts.
Tony Van Frater (bassiste du groupe depuis 1999) meurt le 29 octobre 2015 d'une crise cardiaque à l'âge de 51 ans.
En février 2016 le groupe annonce le retour de Vince Riordan à la basse.

## Membres
Lorsque le EP du groupe fut sorti, la formation du groupe était:
- Jeff Geggus, alias Jeff Turner, alias "Stinky" Turner (chant)
- Mick Geggus (guitare)
- Vince Riordan (basse)
- Andy Scott (batterie)

Les membres actuels sont:
- Jeff Turner (chant)
- Mick Geggus (guitare)
- Vince Riordan (basse)
- Andrew Laing (†), (batterie)

## Discographie
- Flares & Slippers (Small Wonder, 1979)
- I'm Not A Fool  (EMI, 1979)
- Bad Man  (EMI, 1980)
- The Great Cockney Rip Off (EMI, 1980)
- I'm Forever Blowing Bubbles  (EMI, 1980)
- We Can Do Anything  (Zonophone, 1980)
- Greatest Hits Volume 1 (EMI, 1980)
- Greatest Hits Volume 2 (EMI, 1980)
- Greatest Hits Volume 3 (EMI, 1981)
- The Power And The Glory (Zonophone, 1981)
- We Are The Firm (Zonophone, 1981)
- Easy Life (Zonophone, 1981)
- On The Streets Again (Zonophone, 1981)
- The Wild Ones (AKA1, 1982)
- Quiet Storm (Heavy Metal Records, 1984)
- Unheard Rejects (Wonderful World Records, 1985)
- Lethal (Neat Records, 1990)
- The Punk Singles Collection (Dojo, 1997)
- Greatest Hits Volume 4 (Rhythm Vicar, 1997)
- Out Of The Gutter (Captain Oi! Records, 2003)